# Reynoldsiella
Reynoldsiella is een geslacht van kevers uit de familie spartelkevers (Mordellidae).
Het geslacht is voor het eerst wetenschappelijk beschreven in 1930 door Ray.

## Soorten
Het geslacht omvat de volgende soort:
- Reynoldsiella parallela Ray, 1930